# Xã Kennison, Quận LaMoure, Bắc Dakota
Xã Kennison (tiếng Anh: Kennison Township) là một xã thuộc quận LaMoure, tiểu bang Bắc Dakota, Hoa Kỳ. Năm 2010, dân số của xã này là 108 người.